# Bisdom Oria

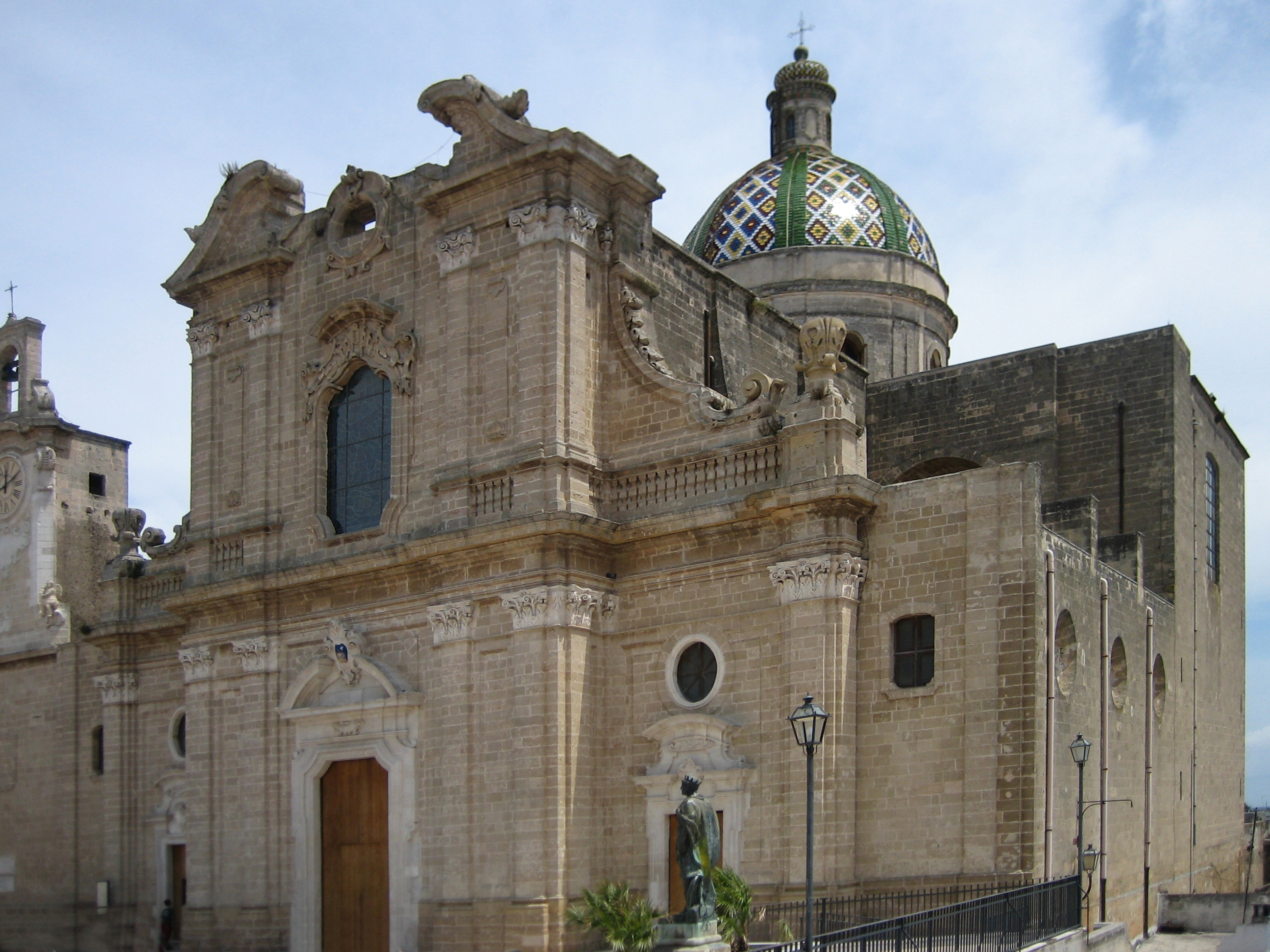
Kathedrale basiliek van Oria

Het bisdom Oria (Latijn: Dioecesis Uritana, Italiaans: Diocesi di Oria) is een in Italië gelegen rooms-katholiek bisdom met zetel in de stad Oria. Het bisdom behoort tot de kerkprovincie Tarente en is samen met het bisdom Castellaneta suffragaan aan het aartsbisdom Tarente.

## Geschiedenis
Het bisdom Oria werd opgericht op 8 mei 1591 door paus Gregorius XIV met de apostolische constitutie Regiminis Universae Ecclesiae. Het werd direct suffragaan aan Tarente.

## Bisschoppen van Oria
- 1596–1600: Vincenzo del Tufo
- 1601–1618: Lucio Fornari
- ? – ?: Cam Carnevali
- 1619–1630: Giandomenico Ridolfi
- 1631–1649: Marco Antonio Parisio
- 1650–1674: Raffaele de Palma
- 1675–1690: Carlo Cuzzolino
- 1690–1719: Tommaso Maria Francia
- 1720–1745: Giambattista Labanchi
- 1746–1755: Castrese Scaia
- 1756–1769: Francesco Antonio de Los Rejes
- 1770–1772: Giovanni Capece
- 1772–1780: Enrico Celaja
- 1781–1794: Alessandro Maria Kalefati
- 1798–1818: Fabrizio Cimino
- 1818–1829: Francesco Saverio Triggiani
- 1829–1832: Michele Lanzetta
- 1833–1848: Giandomenico Guida
- 1851–1887: Luigi Margarita
- 1887–1895: Tommaso Montefusco
- 1895–1902: Teodosio Maria Gargiulo
- 1903–1947: Antonio di Tommaso
- 1947–1978: Alberico Semeraro
- 1978–1981: Salvatore De Giorgi (vervolgens aartsbisschop van Foggia)
- 1981–1997: Armando Franco
- 1998–2004: Marcello Semeraro (vervolgens bisschop van Albano)
- 2005–2009: Michele Castoro
- 2010–heden: Vincenzo Pisanello